# Bromuro di bario
Il bromuro di bario è un composto chimico con formula bruta BaBr2. Solidifica formando cristalli ortorombici fortemente igroscopici. È diffusa anche la forma diidrata, BaBr2 · 2H2O

## Preparazione
Può essere sintetizzato partendo da solfuro di bario o carbonato di bario attraverso la reazione con acido bromidrico.
{\displaystyle \mathrm {BaS\ +\ 2\ HBr\longrightarrow BaBr_{2}\ +\ H_{2}S\uparrow } }
{\displaystyle \mathrm {BaCO_{3}\ +\ 2\ HBr\longrightarrow BaBr_{2}\ +\ H_{2}O\ +\ CO_{2}\uparrow } }

## Usi
Il bromuro di bario è un precursore di sostanze chimiche utilizzate in fotografia e per la sintesi di altri bromuri.
Storicamente, è stato utilizzato per purificare Il radio in un processo di cristallizzazione frazionata ideato da Marie Curie.